# ウエルネスライフ
株式会社ウエルネスライフは、関西テレビライフの関連会社で、スポーツ施設の企画、運営、指導管理・ライフガード（水難救助を行う者）を行っている企業。
本社所在地は大阪府大阪市北区末広町3番3号。

## 受託事業所
- ライフスポーツKTV 天六店（大阪府大阪市北区長柄西一丁目2番25号）
- ライフスポーツKTV 垂水店（兵庫県神戸市垂水区星陵台1丁目4番1号）
- KTVフィットネスクラブ フレスコ 垂水（兵庫県神戸市垂水区日向一丁目4番1号 レバンテ垂水1番館3階）
- KTVフィットネスクラブ フレスコ 茨木（大阪府茨木市永代町6番2号）